# Пак Чи-сън
Пак Чи-сън (познат като Джи Сун Парк и подобно, на корейски: 박지성, произнася се [pak̚t͈ɕisʌŋ] (звукови файлове), английска транскрипция: Park Ji-Sung) е южнокорейски футболист, полузащитник. Състезава се за английския клуб Куинс Парк Рейнджърс и за националния отбор на страната си. Той е единственият корейски играч, който е печелил трофея на Шампионската лига на УЕФА и първият азиатец, който взима участие във финала на този турнир. През 2012 година преминава в Английския Куинс Парк Рейнджър за сумата от 3 милиона паунда.

## Кариера
Джи Сун Парк е роден е на 25 февруари 1981 г. в град Сууън. Играе за японския отбор Киото Пърпъл Санга, преди да бъде привлечен от ПСВ Айндховен, чийто треньор тогава е бившият наставник на Пак в южнокорейския национален отбор Гюс Хидинк. С айндховендския клуб Пак достига полуфинал на Шампионската лига през 2005 г. Вследствие на това той е забелязан от мениджъра на Манчестър Юнайтед Алекс Фъргюсън и подписва с английския отбор през юли същата година срещу сумата от 4 милиона британски лири. Оттогава Пак печели трофея на Английската висша лига в три последователни години, веднъж Шампионската лига и веднъж Световното клубно първенство.
За националния отбор на Южна Корея Пак дебютира през април 2000 г. в мач срещу Лаос и отбелязва първия си гол два месеца по-късно в приятелска среща с Република Македония. За първи път е капитан на отбора си през 2008 г. в мач срещу Узбекистан. Участник е на три Световни първенства – през 2002 г., от което е бронзов медалист, 2006 и през 2010 г. Той е единственият азиатски футболист, отбелязал гол на три поредни издания на Световното първенство. Пак Чи-сън е в състава на корейския отбор и за две първенства на Азия, едно първенсво за Златната купа на КОНКАКАФ и една Купа на конфедерациите.

## Клубове
- 2000 – 2003: Киото Пърпъл Санга (Япония)
- 2003 – 2005: ПСВ Айндховен (Нидерландия)
- 2005 – 2012: Манчестър Юнайтед (Англия)
- 2012-: Куинс Парк Рейнджърс (Англия)

## Отличия
- Шампион на втора дивизия в Джей лигата: 2001
- Купа на императора: 2002
- Бронзов медал от Световно първенство: 2002
- Шампион на Нидерландия: 2005
- Полуфиналист за Купата на УЕФА: 2004/05
- Носител на Купата на КНВБ: 2005
- Купа на Лигата: 2006